# Paralogismo
Il paralogismo (dal latino paralogismus, a sua volta derivato dal greco antico παραλογισμός, composto di παρα- (para-), "contro", e λογισμός (logismós), "riflessione, ragionamento") è un ragionamento errato. Nell'uso il termine è considerato sinonimo di sofisma che significa anch'esso ragionamento fallace.

## Differenza tra "paralogismo", "sofisma" e "antinomia"
Sofisma, col significato di argomentare capzioso, come «pseudo argomento filosofico», lo si ritrova già in Platone. Secondo Aristotele non vi è identità di significato tra "paralogismo" dove l'errore è involontario, e "sofisma" che è sinonimo di "sillogismo eristico" poiché vi è la volontà di ingannare l'interlocutore allo scopo di farlo aderire alla propria posizione secondo quanto era nell'uso dell'eristica sofistica che usava argomentazioni capziose e fallaci, apparentemente valide formalmente («che sembra[no] concludent[i] ma non lo [sono].» ma fondate in realtà su errori logici formali o ambiguità linguistiche.:
Un ulteriore errore logico è quello dell'antinomia di cui Kant tratta nella Critica della ragion pura e precisamente nella critica della "Cosmologia razionale" contenuta nella Dialettica trascendentale dove il filosofo tedesco intende motivare la necessità profonda che spinge l'uomo ad indagare - utilizzando ragionamenti fallaci - su argomenti che vanno oltre l'esperienza.
L'antinomia è dunque un particolare tipo di ragionamento che indica la compresenza di due affermazioni contraddittorie, ciascuna delle quali in confronto all'altra potrebbe esser vera o falsa. In questa situazione non è ovviamente possibile applicare il principio di non-contraddizione. Kant è stato il primo ad applicare la parola "antinomia" nel linguaggio filosofico.

## Il "paralogismo trascendentale" secondo Kant
Prima di spiegare il concetto di paralogismo, Kant affronta il tema dei "ragionamenti dialettici della ragion pura" chiarendo che essa sembra offrirci «... l'idea per una dottrina trascendentale dell'anima (psychologia rationalis), per una scienza trascendentale del mondo (cosmologia rationalis), e infine per una conoscenza trascendentale di Dio (theologia trascendentalis).» ma in realtà i ragionamenti dialettici:
Dopo aver definito, in tal modo, i "ragionamenti dialettici della ragione pura", chiarisce che "soltanto tre sono le specie di tali ragionamenti dialettici": il paralogismo, l'antinomia e l'ideale della ragione pura che nascono dalla formazione di "idee trascendentali" tali che cioè «non intrattengono alcun rapporto con un qualsiasi oggetto che possa esser dato in modo adeguato e questo appunto perché non si tratta che di idee» che sono:
- idea dell'anima: intesa come unificazione in una sola totalità di tutti i fenomeni relativi all'io;
- idea del mondo (o cosmo): come unificazione in una totalità dei fenomeni della natura;
- idea di Dio che tende a unificare in un'unica totalità assoluta e necessaria tutti gli oggetti del pensiero.[11]

A ciascuna di queste tre idee Kant associa una presunta scienza (ma in realtà una metafisica) che, procedendo erroneamente oltre il limiti del pensiero, giunge a conclusioni sbagliate. Così per l'idea dell'anima il paralogismo operato dalla "psicologia razionale" consiste nell'applicare la categoria di sostanza all'io penso rendendolo così una realtà eterna, spirituale, immortale..
«A tutto ciò», scrive Kant, riferendosi alla psicologia razionale e al suo concetto di anima, «conducono quattro paralogismi, propri di una dottrina trascendentale dell’anima, che è falsamente ritenuta una scienza della ragion pura concernente la natura del nostro essere pensante.»

## Medicina
In medicina, particolari tipi di paralogismi sono sintomo di afasia, e più precisamente di schizofasia. La caratteristica di questi ragionamenti è una complicata sostituzione logico-semantica.